# Haillicourt
Haillicourt é uma comuna francesa na região administrativa de Altos da França, no departamento de Pas-de-Calais. Estende-se por uma área de 4,46 km². Em 2010 a comuna tinha 4 868 habitantes (densidade: 1 091,5 hab./km²).